# Radicaal 210
Van de in totaal 214 Kangxi-radicalen heeft radicaal 210 de betekenis even, uniform en gelijk. Het is een van de twee radicalen die bestaan uit veertien strepen.
In het Kangxi-woordenboek zijn er 18 karakters die dit radicaal gebruiken.

## Karakters met het radicaal 210
| Strepen | Karakter |
| ------- | -------- |
| + 0     | 齊 斉 齐 |
| + 3     | 斎 齋    |
| + 4     | 齌       |
| + 5     | 齍       |
| + 7     | 齎       |
| + 9     | 齏       |